# 浦島三太朗
浦島 三太朗（うらしま さんたろう - ）は、日本の俳優。愛知県名古屋市出身。昭和芸能舎所属。
旧芸名は浜島 直人、濱島 直人、浦島 三太郎。

## 出演作品

### 映画
- フラガール（2006年）
- パッチギ! LOVE&PEACE（2007年）

### テレビ
- お・ばんざい!（2007年）
- モリのアサガオ（2010年）
- 誤断（2015年）
- ちむどんどん（2022年） - タケヒロ巡査 役

### テレビ番組
- 街角の君達（2002年）
- 行列のできる法律相談所（2002年）
- 夢であいましょう（2013年）

### 舞台
- 歌舞伎町フルモンティ（2002年）
- 瀬川瑛子納涼特別公演 〜女の旅路〜（2002年）
- 殴られ屋（2006年）
- THE NINJA STAR 〜五反田忍者危機一髪〜（2006年）
- 黄色い叫び（2006年）
- 青空のメロディー（2006年）
- 歌の翼に君を乗せ 〜ロクサーヌに捧げるハイネ詩（2007年）
- お〜い！竜馬 -青春編THE LAST-（2007年）
- 熱海殺人事件（2007年）
- フラガール（2008年）
- オトコノコ・オンナノコ（2010年）
- 象（2024年）[2]
- フラガール'24（2024年）[3]